# Арена в Арлі

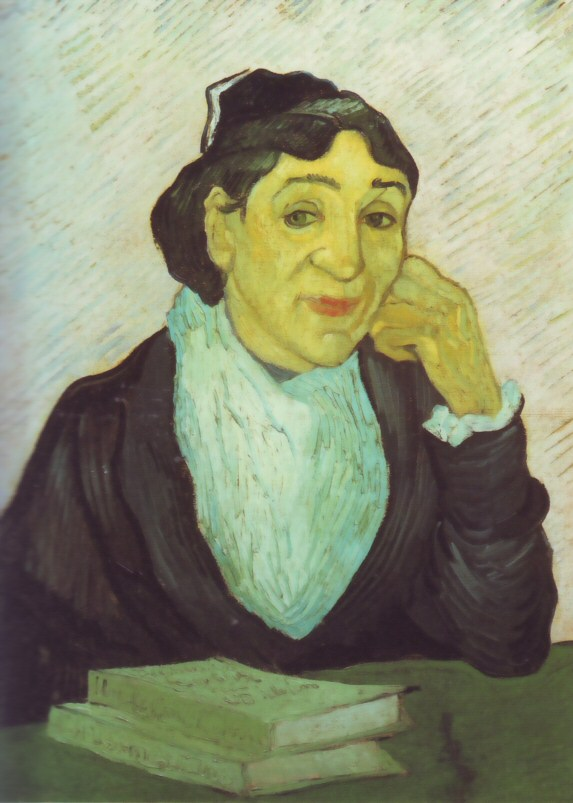
Мадемуазель Жину, музей Креллер-Мюллер

«Арена в Арлі» — картина нідерландського художника Вінсента ван Гога, що зберігається в музеї Ермітаж, Санкт-Петербург.
Вінсент ван Гог намалював картину у листопаді чи грудні 1888 року. Полотно створене в той проміжок часу, коли поряд з ним в Арлі перебував Поль Гоген. Ймовірно, це єдина картина художника з такою купою людей. Якщо обличчя людей ще добре розпізнаються біля нижнього краю картини, то чим далі, тим більш схематичними вони стають. В жінці в профіль під червоною парасолькою деякі дослідники вбачають мадам Жину, портрети якої теж створив художник.
Серед власників картини — Щукін Сергій Іванович. До 1948 року зберігалася в Москві в так званому Державному музеї нового західного мистецтва, з 1948 р. передана Ермітажу.